# Governador Nunes Freire
Governador Nunes Freire är en kommun i Brasilien.   Den ligger i delstaten Maranhão, i den nordöstra delen av landet, 1 500 km norr om huvudstaden Brasília. Antalet invånare är 25 402.
Omgivningarna runt Governador Nunes Freire är en mosaik av jordbruksmark och naturlig växtlighet. Runt Governador Nunes Freire är det ganska glesbefolkat, med 31 invånare per kvadratkilometer.